# Ågerup Sogn (Holbæk Kommune)
 For alternative betydninger, se Ågerup Sogn. (Se også artikler, som begynder med Ågerup Sogn)
Ågerup Sogn var et sogn i Holbæk Provsti (Roskilde Stift). Ågerup Sogn dannede 27. november 2011 (1. søndag i advent) sammen med Grandløse Sogn og Sønder Asmindrup Sogn det nye Vipperød Sogn.
I 1800-tallet var Ågerup Sogn anneks til Tølløse Sogn. Begge sogne hørte til Merløse Herred i Holbæk Amt. Tølløse-Ågerup sognekommune blev senere delt, så hvert sogn blev en selvstændig sognekommune. Ved kommunalreformen i 1970 blev Ågerup indlemmet i Holbæk Kommune, og Tølløse blev kernen i Tølløse Kommune, der ved strukturreformen i 2007 også indgik i Holbæk Kommune.
I Ågerup Sogn lå Ågerup Kirke.
I sognet fandtes følgende autoriserede stednavne:
- Arnakke (bebyggelse, ejerlav)
- Bredetved (bebyggelse, ejerlav)
- Ebberup Mosehuse (bebyggelse)
- Enghave (bebyggelse)
- Eriksholm (ejerlav, landbrugsejendom)
- Eriksholm Mark (bebyggelse)
- Kongstrup (bebyggelse, ejerlav)
- Langholm (bebyggelse)
- Lykkegård (bebyggelse)
- Marsvinsholme (areal)
- Munkholm (areal)
- Nyvang (bebyggelse)
- Sandbakke (bebyggelse)
- Savskærerbakken (bebyggelse)
- Tempelhuse (bebyggelse)
- Tempelkrog (vandareal)
- Ågerup (bebyggelse, ejerlav)